# 巴基斯坦女性
巴基斯坦女性面临着系统性的性别歧视，由于社会经济发展不平衡以及部落、封建和资本主义社会形态对女性生活的影响，在不同的阶级、地区和城乡之间女性地位存在很大差异。今天的巴基斯坦妇女享有比过去更好的地位。在现代巴基斯坦，女性可以担任高级职务，包括总理，国民议会议长，反对党领袖，以及联邦部长，法官和武装部队的将军。
自1980年代齊亞·哈克的伊斯蘭化政策实施以来，巴基斯坦的许多宗教团体拥有了更多的政治权力，他们主张巴基斯坦女性的从属地位。甚至强奸受害者也未被允许使用 DNA证据证明其案件，不过最近全巴基斯坦乌里玛委员会发布了谴责“名譽殺人”的消息。在拉合爾成立了第一个女交通督导员服务机构来管理交通的同时，其他改进措施也在推行中，该国最保守的省份开伯尔-普赫图赫瓦省正在计划提高警察部队中女性的比例。
即使有了这些改善，猖獗的家庭暴力以及高比率的童婚和强迫婚姻仍然存在。
巴基斯坦有民法和伊斯蘭教法的双重制度。“巴基斯坦宪法”承认男女平等（第25（2）条规定“不得基于性别而歧视”）但也承认有效的伊斯蘭教法（第3A章 - 联邦伊斯兰教法法院）。